# Directe democratie
Directe democratie of rechtstreekse democratie is een bestuursvorm waarbij burgers zelf direct invloed uitoefenen op het wetgevingsproces. Het is de tegenhanger van de representatieve democratie, waarbij de wetgevende macht door burgers wordt overgedragen aan een volksvertegenwoordiging (een parlement). Zuivere vormen van directe democratie zonder vertegenwoordigend stelsel zijn zeldzaam maar bestaan in Zwitserland als volksvergadering. Vaker komt directe democratie voor in samenhang met een stelsel van vertegenwoordigende democratie. Een veel gebruikte vorm is de volksraadpleging of referendum.

## Vormen en instrumenten
Er bestaan verschillende vormen van directe democratie. Het gaat om de volgende instrumenten:

### Referenda
- Volksinitiatief: een referendum waarbij een groep burgers zelf een wetsvoorstel schrijven en dat in een referendum aan de bevolking voorleggen.[1] Hiervoor dient eerst een bij wet bepaald aantal handtekeningen te worden verzameld. De uitslag is doorgaans bindend.
- Raadgevend referendum: een correctief referendum dat burgers mits voldoende verzamelde handtekeningen afdwingen over een door het parlement goedgekeurde wet.[2] De aanvragers willen doorgaans de invoering van een wet tegenhouden. In sommige landen is een correctief referendum mogelijk over bestaande wetten. In veel gevallen is de uitslag bindend.
- Verplicht referendum - In een aantal landen schrijft de (grond)wet voor dat in specifieke gevallen een referendum moet worden gehouden, zodat kan worden vastgesteld dat er voor het voorstel voldoende steun is onder de bevolking.[2] Een referendum kan wettelijk verplicht zijn voor ingrijpende wetsvoorstellen, zoals grondwetswijzigingen of de overdracht van bevoegdheden aan internationale organen als de Europese Unie. De uitslag is bijna altijd bindend.
- Raadplegend referendum of plebisciet: een referendum waarbij de uitvoerende macht (bijvoorbeeld het staatshoofd, de regering of een gemeentebestuur) of de volksvertegenwoordiging het initiatief neemt om een referendum te houden. Het doel is doorgaans om de stemming onder de burgers te peilen over een bepaald wetsvoorstel[2]. Het Nederlands referendum over het Verdrag tot vaststelling van een Grondwet voor Europa, dat in 2005 gehouden werd op initiatief van een aantal Tweede Kamerleden, is een voorbeeld van een raadplegend referendum. De uitslag is meestal niet-bindend, maar er zijn ook landen met een wettelijke regeling voor raadplegende referenda waarbij de uitslag bindend is.

### Andere vormen
- Agenderend initiatief: met voldoende verzamelde handtekeningen kunnen burgers een voorstel op de agenda van de volksvertegenwoordiging zetten die dit dan moet behandelen maar wel zelf kan bepalen of het wordt aanvaard, aangepast of verworpen. Een voorbeeld is het Europees burgerinitiatief en ook in Nederland wordt deze agenderende initiatiefvorm burgerinitiatief genoemd.
- Petitierecht: elke burger heeft het recht om een verzoekschrift in te dienen bij een vertegenwoordigend orgaan.[3]
- Volksvergadering: publieke vergadering voor politieke besluiten waarbij burgers uiteindelijk direct stemmen over nieuwe wetsvoorstellen. Dit is de 'oervorm' van de directe democratie zoals die ontstond in het Oude Athene: de Ekklèsia.[4] Vele gemeenten en twee kantons van Zwitserland (Glarus en Appenzell Innerrhoden) gebruiken deze vorm en noemen die de Landsgemeinden.[5][6]
- Volkswetgeving: wetgevende macht zowel bij een volksvertegenwoordigend orgaan als rechtstreeks bij het volk. Bij de initiatieffase dient het volk een wetsvoorstel in bij het parlement. Als zij het wetsvoorstel verwerpen dan zal er een volksbesluit (bindend referendum) worden gehouden, waardoor het volk de mogelijkheid krijgt om het wetsvoorstel alsnog te bekrachtigen.[7]
- Afzettingsprocedure: terugroeping of recall waarbij burgers geen invloed hebben op de wetgevende macht maar op de uitvoerende macht, door een gezagsdrager af te zetten. Beroemd is de befaamde Recall-verkiezing in 2003 van gouverneur Gray Davis van Californië.[8]
- Online democratie: via het internet achterban consulteren wat kan uitmonden in een stemming.[9]

## Praktijk
In Europa bestaan de volgende vormen van directe democratie op nationaal niveau, gerangschikt op mate van invloed door de burgers. In het overzicht is voor het raadplegend referendum, net als voor de andere vormen van directe democratie, maatgevend of er een wettelijke regeling bestaat, niet of de vorm in de praktijk wordt of is toegepast.
| Land                                | Volksinitiatief | Correctief referendum | Verplicht referendum | Raadplegend referendum | Agenderend initiatief |
| ----------------------------------- | --------------- | --------------------- | -------------------- | ---------------------- | --------------------- |
| Zwitserland                         | Ja              | Ja                    | Ja                   | Ja                     | Nee                   |
| Liechtenstein                       | Ja              | Ja                    | Nee                  | Ja                     | Ja                    |
| San Marino                          | Ja              | Ja                    | Nee                  | Ja                     | Ja                    |
| Hongarije                           | Ja              | Nee                   | Nee                  | Ja                     | Nee                   |
| Georgië                             | Ja              | Nee                   | Nee                  | Ja                     | Ja                    |
| Bulgarije                           | Ja              | Nee                   | Nee                  | Ja                     | Ja                    |
| Slowakije                           | Ja              | Nee                   | Ja                   | Ja                     | Nee                   |
| Noord-Macedonië                     | Ja              | Nee                   | Ja                   | Ja                     | Ja                    |
| Kroatië                             | Ja              | Nee                   | Nee                  | Ja                     | Nee                   |
| Letland                             | Ja              | Nee                   | Ja                   | Ja                     | Nee                   |
| Litouwen                            | Ja              | Nee                   | Ja                   | Ja                     | Ja                    |
| Italië                              | Nee             | Ja                    | Nee                  | Ja                     | Ja                    |
| Slovenië                            | Nee             | Ja                    | Nee                  | Ja                     | Ja                    |
| Malta                               | Nee             | Ja                    | Ja                   | Nee                    | Nee                   |
| Luxemburg                           | Nee             | Ja                    | Nee                  | Ja                     | Nee                   |
| Andorra                             | Nee             | Nee                   | Ja                   | Ja                     | Nee                   |
| Denemarken                          | Nee             | Nee                   | Ja                   | Ja                     | Nee                   |
| Estland                             | Nee             | Nee                   | Ja                   | Ja                     | Nee                   |
| Frankrijk                           | Nee             | Nee                   | Ja                   | Ja                     | Nee                   |
| Ierland                             | Nee             | Nee                   | Ja                   | Ja                     | Nee                   |
| IJsland                             | Nee             | Nee                   | Ja                   | Ja                     | Nee                   |
| Oostenrijk                          | Nee             | Nee                   | Ja                   | Ja                     | Ja                    |
| Roemenië                            | Nee             | Nee                   | Ja                   | Ja                     | Ja                    |
| Turkije                             | Nee             | Nee                   | Ja                   | Ja                     | Nee                   |
| Verenigd Koninkrijk                 | Nee             | Nee                   | Ja                   | Nee                    | Nee                   |
| Duitsland                           | Nee             | Nee                   | Nee                  | Ja                     | Nee                   |
| Finland                             | Nee             | Nee                   | Nee                  | Ja                     | Ja                    |
| Griekenland                         | Nee             | Nee                   | Nee                  | Ja                     | Nee                   |
| Polen                               | Nee             | Nee                   | Nee                  | Ja                     | Ja                    |
| Portugal                            | Nee             | Nee                   | Nee                  | Ja                     | Ja                    |
| Spanje                              | Nee             | Nee                   | Nee                  | Ja                     | Ja                    |
| Zweden                              | Nee             | Nee                   | Nee                  | Ja                     | Nee                   |
| Nederland                           | Nee             | Nee                   | Nee                  | Nee                    | Ja                    |
| Servië                              | Nee             | Nee                   | Nee                  | Nee                    | Ja                    |
| Albanië                             | Nee             | Nee                   | Nee                  | Nee                    | Nee                   |
| Armenië                             | Nee             | Nee                   | Nee                  | Nee                    | Nee                   |
| Azerbeidzjan                        | Nee             | Nee                   | Nee                  | Nee                    | Nee                   |
| België                              | Nee             | Nee                   | Nee                  | Nee                    | Nee                   |
| Bosnië en Herzegovina               | Nee             | Nee                   | Nee                  | Nee                    | Nee                   |
| Cyprus                              | Nee             | Nee                   | Nee                  | Nee                    | Nee                   |
| Kazachstan                          | Nee             | Nee                   | Nee                  | Nee                    | Nee                   |
| Kosovo                              | Nee             | Nee                   | Nee                  | Nee                    | Nee                   |
| Moldavië                            | Nee             | Nee                   | Nee                  | Nee                    | Nee                   |
| Monaco                              | Nee             | Nee                   | Nee                  | Nee                    | Nee                   |
| Montenegro                          | Nee             | Nee                   | Nee                  | Nee                    | Nee                   |
| Noorwegen                           | Nee             | Nee                   | Nee                  | Nee                    | Nee                   |
| Oekraïne                            | Nee             | Nee                   | Nee                  | Nee                    | Nee                   |
| Rusland                             | Nee             | Nee                   | Nee                  | Nee                    | Nee                   |
| Tsjechië                            | Nee             | Nee                   | Nee                  | Nee                    | Nee                   |
| Vaticaanstad                        | Nee             | Nee                   | Nee                  | Nee                    | Nee                   |
| Wit-Rusland                         | Nee             | Nee                   | Nee                  | Nee                    | Nee                   |
| Bron: Navigator to Direct Democracy |                 |                       |                      |                        |                       |

Bij het gebruik van vormen van directe democratie binnen een stelsel van vertegenwoordigende democratie bestaat het risico op concurrentie tussen de twee, bijvoorbeeld doordat wetgeving waarover in referenda door de burgers wordt besloten in tegenspraak is met wetgeving die door het parlement wordt goedgekeurd. In Zwitserland heeft men daarom een hiërarchie aangebracht tussen beide: aangenomen volksinitiatieven worden ingeschreven in de grondwet, die uitsluitend door middel van een referendum kan worden gewijzigd. Het parlement kan wel het initiatief nemen tot grondwetswijziging, maar ook dan is een referendum verplicht. Alleen gewone wetten kunnen zonder referendum door het parlement worden aangenomen, hoewel ook voor zulke wetten de mogelijkheid van een correctief referendum open staat.

### België
In België zijn het de partijen Lijst Dedecker, Groen en PVDA [2] die van directe democratie een hard standpunt maken. Andere partijen staan er eerder afwijzend tegenover of maken er geen punt van.
Op dit moment bestaan op nationaal of regionaal niveau geen vormen van directe democratie. Invoering is slechts mogelijk door een grondwetswijziging. Op lokaal niveau worden af en toe wel raadplegende referenda gehouden.
Tot nu toe werd slechts één keer een nationaal raadplegend referendum gehouden, in 1950, over de Koningskwestie. Bij een opkomst van 93% stemde 58% voor terugkeer van Leopold III van België. De uitslag leidde tot grote onrust in Wallonië, waar een meerderheid tegen stemde, waarna Leopold besloot afstand te doen van de troon ten gunste van zijn zoon Boudewijn.

### Nederland
In Nederland hebben enkele politieke partijen geprobeerd om bepaalde vormen van directe democratie te bewerkstelligen. D66, PVV, SP, Partij voor de Dieren en GroenLinks eisen in hun verkiezingsprogramma's voor de Tweede Kamerverkiezingen in 2017 de invoering van een bindend correctief referendum op nationaal niveau.. Zowel Forum voor Democratie als 50PLUS spreken zich uit voor het invoeren van regelmatige en bindende referenda naar Zwitsers voorbeeld Ook de PvdA steunt doorgaans vormen van directe democratie. Het CDA, de VVD, de ChristenUnie en de SGP zijn tegen het invoeren van iedere vorm van referenda, omdat deze partijen principieel kiezen voor een zuiver vertegenwoordigende democratie.
In Nederland bestonden er twee vormen van directe democratie op nationaal niveau: het niet-bindend correctief referendum en het agenderend initiatief. Een niet-bindend correctief referendum was vanaf juli 2015 mogelijk op grond van de Wet raadgevend referendum. Een grondwetswijziging die bindende correctieve referenda op alle niveaus (Rijk, provincie, gemeente en waterschap) mogelijk maakt, werd door beide Kamers goedgekeurd. De Wet raadgevend referendum legde vast dat wetten en verdragen die binnen het Koninkrijk der Nederlanden geldig zijn, door de bevolking afgewezen kunnen worden, zodra een meerderheid van de stemmers zich in een referendum met een opkomst hoger dan 30% van alle kiesgerechtigden tegen de wet uitspreekt. In 2017 besloten de coalitiepartijen VVD, CDA, D66 en ChristenUnie in het regeerakkoord om het raadgevende referendum af te schaffen. De wet werd op 12 juli 2018 officieel ingetrokken.
Sinds het ontstaan van het Koninkrijk der Nederlanden zijn in totaal twee keer een raadgevend referendum en één keer een raadplegend referrendum op nationaal niveau gehouden. Het eerste raadplegend referendum vond plaats op 1 juni 2005 en ging over de goedkeuring van de Europese grondwet door Nederland. Bij een opkomst van 63% stemde rond 61% tegen de grondwet. Uiteindelijk werd een aangepast verdrag alsnog door het parlement goedgekeurd en ingevoerd. Op 6 april 2016 werd een referendum gehouden over het associatieverdrag van de Europese Unie met Oekraïne. Het verdrag werd met 61% van alle geldige stemmen en een opkomst van 32% afgewezen. Het laatste raadgevend referendum ging over de Wet op de inlichtingen- en veiligheidsdiensten 2017. Ook deze wet werd door de bevolking verworpen, met een opkomst van bijna 55% en 49% tegenstemmen. Als reactie hierop kondigde de overheid meerdere aanpassingen aan.
Het agenderend initiatief is onder de naam burgerinitiatief vanaf mei 2006 mogelijk, zij het dat deze regeling niet wettelijk is vastgelegd maar alleen in het Reglement van Orde van de Tweede Kamer is opgenomen. Om in de Tweede Kamer behandeld te worden, moet een burgerinitiatief door meer dan 40 000 Nederlandse stemgerechtigden ondertekend worden.
Op lokaal niveau zijn meerdere vormen van directe democratie in gebruik. Talrijke gemeenten en een aantal provincies hebben een referendumverordening. Behalve een raadgevend correctief referendum is in sommige gemeenten ook een raadgevend volksinitiatief mogelijk. Daarnaast bestaat in veel gemeenten het agenderend burgerinitiatief.

### Suriname
In de Surinaamse politiek is weinig aandacht voor invoering of toepassing van vormen van directe democratie. Er bestaat wel een wettelijke regeling voor het houden van raadplegende referenda: De Nationale Assemblée kan met 2/3 meerderheid besluiten een plebisciet uit te schrijven.
Tot nu toe is slechts één keer een nationaal raadplegend referendum gehouden, in 1987, over de nieuwe grondwet waarmee de democratie werd hersteld. Bij een opkomst van 63% stemde 97% voor de grondwet.

### Zwitserland

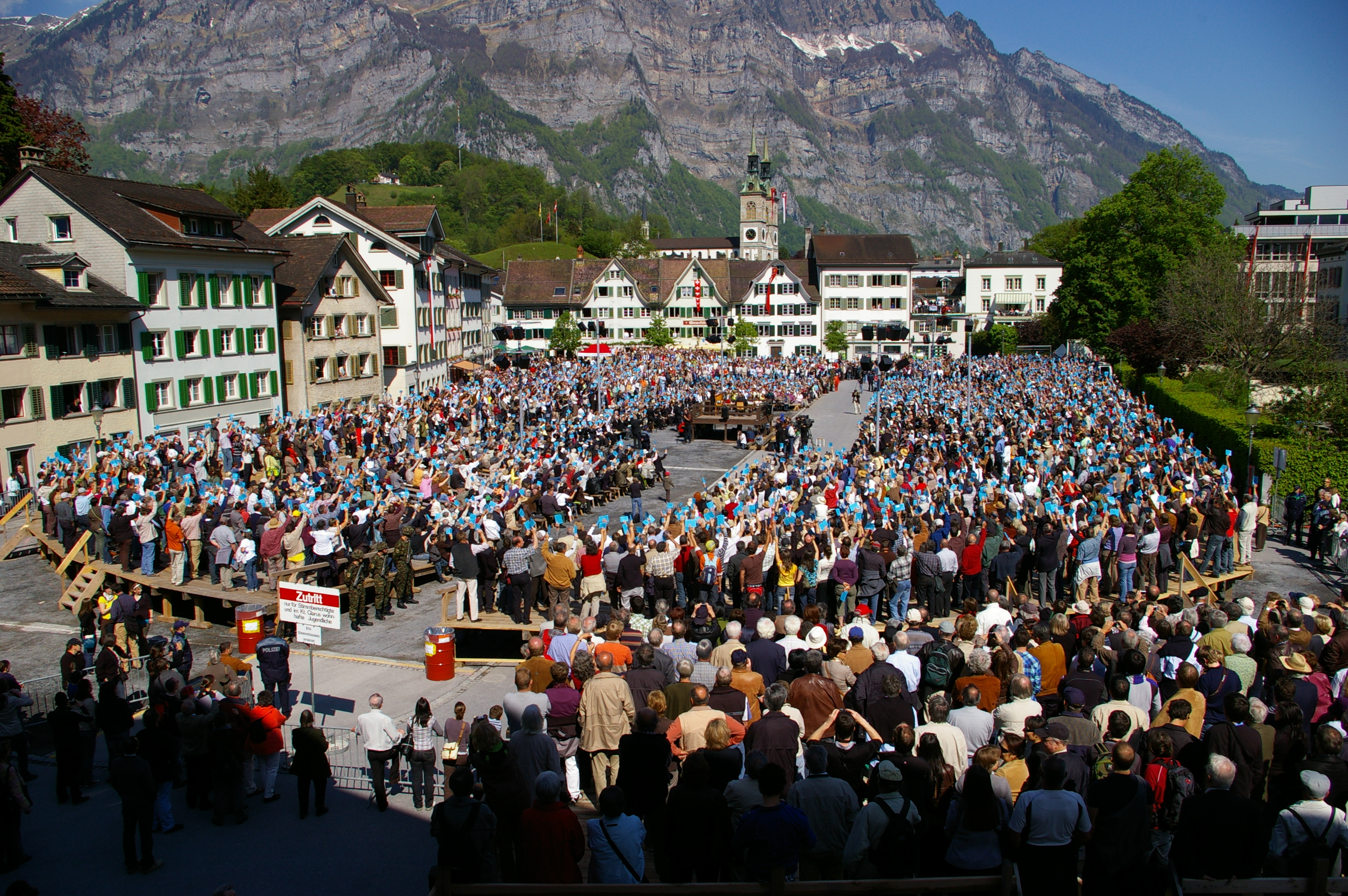
Vergaderende Landsgemeinde in het Zwitserse kanton Glarus, 2009.

Zwitserland heeft traditioneel een politiek stelsel met meerdere direct-democratische instituties op lokaal, kantonnaal en nationaal niveau. Met de oprichting van de Zwitserse federatie werd in 1848 een verplicht referendum voor grondwetswijzigingen ingevoerd. Verder is het op nationaal niveau mogelijk om een bindend correctief referendum over beslissingen van de Bondsvergadering te houden. Dit houdt nieuwe wetten, grondwetswijzigingen en internationale verdragen in. Hiervoor is de toestemming van meer dan 100 000 stemgerechtigden of 8 kantons nodig. Verder kunnen burgers een eigen volksinitiatief starten en deze wetsvoorstellen in een bindend referendum in stemming brengen. Tot heden (Stand: 14 mei 2020) zijn er 630 referenda op nationaal niveau gehouden. Hiermee is Zwitserland het land met de meeste referenda op nationaal niveau in Europa.
In de kantons Glarus en Appenzell Innerrhoden en enkele Zwitserse gemeenten worden politieke beslissingen door zogenoemde Landsgemeinden in plaats van parlementen genomen. Bij deze volksvergaderingen worden nieuwe wetsvoorstellen door de stemgerechtigde bevolking besproken en daarna in het openbaar in stemming gebracht.

### Europese Unie
Via het Europees burgerinitiatief kunnen burgers de Europese Commissie oproepen om wetgeving voor te stellen op een beleidsdomein dat waarvoor de lidstaten hun bevoegdheid hebben overgedragen aan de Europese Unie. Een Europees burgerinitiatief moet ten minste worden gesteund één miljoen stemgerechtigde burgers uit minimaal 7 van de 28 EU-landen.

### Libië
Ten tijde van de (Grote) Libisch-Arabische Socialistische Volks-Jamahiriyah (1977-2011) kende Libië in theorie een vergevorderde vorm van directe democratie. Volgens het Groene Boek van kolonel Moammar al-Qadhafi (1942-2011) ligt de autoriteit volledig in de handen van het volk. Om deze reden verwerpt hij de representatieve democratie en politieke partijen. Hij keert zich echter ook ongekend fel tegen referenda, toch een van de kroonjuwelen van de directe democratie: "Het volk moet de kans worden geboden om hun opvattingen te verklaren" want, "Een persoon die "neen" [of "ja"] kiest bij een referendum moet de kans krijgen zijn beslissing te rechtvaardigen." Qadhafi voerde de theorieën zoals hij die uiteen had gezet in zijn Groene Boek naar eigen zeggen door met de stichting van de Jamahiriyah (volkdemocratie), door de instelling van basisvolkscongressen, volkscomités, het Algemene Volkscongres (een soort volksvergadering) e.d. maar in de praktijk kwam er weinig van terecht en bleef Libië onder Qadhafi een autoritair geregeerde staat.

## Debat
Het idee om bepaalde vormen van direct-democratische instituties in te voeren heeft zowel voor- als tegenstanders. In verschillende landen bestaan naast partijen ook burgerbewegingen die zich inzetten voor de invoering van vormen van directe democratie. Voorbeelden zijn GeenPeil in Nederland, Meer Democratie in Nederland en in Vlaanderen en Mehr Demokratie in Duitsland en Oostenrijk. Op internationaal niveau zijn onder andere het Initiative and Referendum Institute Europe (IRI) en Democracy International actief.
Voorstanders zoals Mehr Demokratie beargumenteren dat mensen steeds vaker individuelere oordelen vellen in plaats van aanhanger te zijn van één bepaalde ideologie. Door het houden van referenda over enkele politieke beslissingen zouden deze individuele standpunten meer gewicht krijgen. Verder hebben direct-democratische instituties zoals referenda volgens de Nederlandse politicoloog Philip van Praag een belangrijke legitimiteitsfunctie. De legitimiteit van beslissingen die door de overheid zijn genomen, kan namelijk verbeterd worden omdat burgers deze besluiten direct kunnen beïnvloeden. Daarnaast stelt hij dat de aandacht in de media voor bepaalde politieke besluiten stijgt tijdens de campagnes in de aanloop van referenda. Hierdoor zouden burgers uiteindelijk beter geïnformeerd zijn over de onderwerpen die ter stemming worden gebracht.
Sommige tegenstanders daarentegen bekritiseren dat vormen van directe democratie niet in het stelsel van de vertegenwoordigende democratie passen, onder andere doordat de functie van gekozen politici als volksvertegenwoordigers niet meer volledig kunnen vervullen als burgers in referenda hun besluiten kunnen afkeuren. Verder concludeert Barbara S. Gamble in haar onderzoek over de invloed van directe democratie op minderheidsrechten in de Verenigde Staten dat referenda vaak tot een verslechtering van minderheidsrechten leidden. Hetzelfde onderzoek met Zwitserland als casus door Bruno S. Frey en Lorenz Goette liet echter juist tegengestelde resultaten zien. Na afloop van het referendum in het Verenigd Koninkrijk over de Britse EU-lidmaatschap in 2016 stelden tegenstanders daarnaast dat de uitkomst van het referendum soms niet laat zien wat de kiezers precies willen. In het geval van het Brexit-referendum koos een meerderheid voor het verlaten van de Europese Unie, maar niet voor een bepaalde welke exit-strategie, waardoor het zeer ingewikkeld bleek om een passende strategie voor de uitstap te vinden.